# 발가주

발가 주의 위치

발가주(에스토니아어: Valga maakond)는 에스토니아 남부에 위치한 주로 주도는 발가이며 면적은 2,044km2, 인구는 34,135명(2009년 기준), 인구 밀도는 17명/km2, ISO 3166-2 코드는 EE-82이다. 동쪽으로는 펄바 주와 버루 주, 북쪽으로는 빌리안디 주, 타르투 주와 접하고 있고 남쪽과 서쪽으로는 라트비아와 국경을 접한다.

주기
주 문장

## 하위 행정 구역

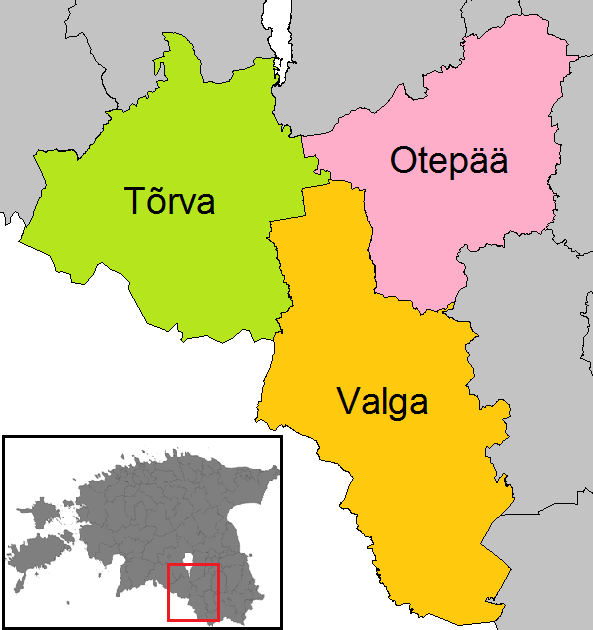
발가 주의 하위 행정 구역

발가 주는 3개 지방 자치체를 관할하는데 3개 군으로 나뉜다.
- 오테패군
- 터르바군
- 발가군